# ヴィサル・ムスリウ
ヴィサル・ムスリウ（マケドニア語: Висар Муслиу、1994年11月13日 - ）は、マケドニア共和国のサッカー選手。シント＝トロイデンVV所属。マケドニア共和国代表。ポジションはDF。

## 選手歴
FKレノヴァで選手となり、KFゴスティヴァルに期限付き移籍した。2014年夏にFCザンクト・ガレンのU-21に1年契約で加入したが、レノヴァに期限付き移籍。
2017年6月3日にFKバルダールに移籍、UEFAチャンピオンズリーグ 2017-18 予選に向けての補強としての加入であった。奏功して予選を突破したバルダールはマケドニア共和国のクラブとして初めて本戦進出を果たした。
2019年8月5日、フェヘールヴァールFCに移籍した。2022年1月19日、FCインゴルシュタット04に移籍した。
2023年6月、ムスリウはインゴルシュタットを離れ、SCパーダーボルンに加入しました。 2025年2月4日、ムスリウはベルギーのシント＝トロイデンに移籍しました。

## 代表歴
2013年から2017年にかけてU-21代表として出場。UEFA U-21欧州選手権2017では本戦メンバーに進出、グループステージ最終戦のポルトガル戦で28分にマリヤン・ラデスキに代えて投入された。
2017年9月2日に2018 FIFAワールドカップ・ヨーロッパ予選グループGのイスラエル代表戦でA代表初出場、無失点での勝利に貢献した。2017年10月9日に行われた同予選のリヒテンシュタイン代表戦で代表初得点。

## 個人成績
2018年8月7日現在
代表での得点一覧
| #  | 日附          | 場所         | 対戦相手           | 得点 | 結果 | 大会                        |
| -- | ------------- | ------------ | ------------------ | ---- | ---- | --------------------------- |
| 1. | 2017年10月9日 | ストルミツァ | リヒテンシュタイン | 1–0  | 4–0  | 2018 FIFAワールドカップ予選 |